# Parque nacional Isla Moreton
Isla Moreton es un parque nacional en Queensland, Australia, ubicado a 58 km al noreste de Brisbane.
La isla se encuentra a unos 40 km de Brisbane, pero salvo en época de vacaciones escolares, se siente en la isla una calma total. La isla mide 38 km de longitud y tiene un extremo en ángulo. Salvo por tres pequeños poblados, donde se encuentran los servicios para turistas, el resto forma parte del parque nacional que incluye ríos, lagos, playas y crestas rocosas. El parque preserva plantas y animales nativos, paisajes naturales y sitios arqueológicos e históricos.